# Wolf (singel Exo)
„Wolf” (kor. 늑대와 미녀; chiń. upr. 狼与美女, chiń. trad. 狼與美女) – singel grupy EXO, wydany cyfrowo 3 czerwca 2013 roku przez wytwórnię SM Entertainment. Singel ukazał się w dwóch wersjach językowych: edycji koreańskiej i mandaryńskiej. Utwór promował album XOXO. Singel sprzedał się w Korei Południowej w nakładzie ponad 369 088 egzemplarzy (stan na sierpień 2013 r.).

## Produkcja
Utwór Wolf został skomponowany przez Willa Simmsa, Nermina Harambasica z Dsign Music oraz Kenzie z SM Entertainment. Kenzie jest także autorką tekstu koreańskiej wersji piosenki, podczas gdy Zhou Weijie jest autorem wersji mandaryńskiej. Yoo Young-jin uczestniczył w nagraniu jako wokal wspierający. Choreografia została opracowana przez Tony'ego Testa.

## Promocja
Koreańska wersja jest została wykonana przez podgrupę EXO-K, a mandaryńska przez EXO-M. Teledyski piosenki ukazały się 30 maja 2013 na oficjalnym kanale YouTube wytwórni. Zespół wystąpił z utworem po raz pierwszy w programie M! Countdown 30 maja.

### Wygrane w programach muzycznych
| Kanał TV  | Program          | Liczba wygranych |
| --------- | ---------------- | ---------------- |
| MBC Music | Show Champion    | 1                |
| Mnet      | M Countdown      | 0                |
| KBS2      | Music Bank       | 1                |
| MBC       | Show! Music Core | 1                |
| SBS       | The Music Trend  | 1                |

## Notowania
Wer. kor.
| Lista                             | Pozycja |
| --------------------------------- | ------- |
| Gaon Weekly Singles Chart         | 10      |
| Gaon Monthly Singles Chart        | 30      |
| Gaon Weekly Streaming Chart       | 35      |
| Gaon Weekly Download Chart        | 6       |
| Gaon Monthly Download Chart       | 23      |
| Gaon Weekly BGM Chart             | 31      |
| Gaon Weekly Mobile Ringtone Chart | 44      |
| Billboard K-Pop Hot 100           | 25      |

Wer. chiń.
| Lista                     | Pozycja |
| ------------------------- | ------- |
| Baidu Weekly Music Chart  | 10      |
| Gaon Weekly Singles Chart | 44      |